# 34592 Amirtharaj
34592 Amirtharaj este o planetă minoră (asteroid), cu un diametru de 5,057 km, din centura de asteroizi. A fost descoperită pe 1 octombrie 2000 la Experimental Test Site⁠(d) de Lincoln Near-Earth Asteroid Research. 
Obiectul prezintă o orbită caracterizată de o semiaxă mare de 3,0757308 UAi, o excentricitate de 0,11, o înclinație de 2,14655 ° în raport cu ecliptica.